# Mnożenie przez skalar

Ilustracja mnożenia wektora przez skalar (w ciele charakterystyki różnej od 2).

Mnożenie przez skalar – jedno z działań dwuargumentowych definiujących przestrzeń liniową w algebrze liniowej (lub ogólniej: moduł w algebrze ogólnej). Mnożenia wektora przez skalar dającego w wyniku wektor nie należy mylić z iloczynem skalarnym (nazywanym niekiedy iloczynem wewnętrznym) dwóch wektorów dającym w wyniku skalar.
Intuicją geometryczną stojącą za tym działaniem jest mnożenie wektora rzeczywistej przestrzeni euklidesowej przez dodatnią liczbę rzeczywistą, które polega na pomnożeniu długości tego wektora przez tę liczbę. Słowo „skalar” urobiono od czynności: skalar służy do skalowania, czyli „rozciągania” czy „ściskania” (tzn. jednokładnościowego przekształcania wektorów o wartość bezwzględną skalara z zachowaniem zwrotu, tzn. porządku, gdy jest on dodatni i odwróceniu w przeciwnym przypadku). W ogólności jednak interpretacja ta może być zwodnicza, np. w ciałach skończonych, które nie są uporządkowane liniowo (przez brak porządku w ciele nie można mówić o „powiększaniu” lub „zmniejszaniu” długości wektorów).

## Definicja
Niech {\displaystyle V} będzie przestrzenią liniową nad ciałem {\displaystyle K;} elementy przestrzeni nazywane będą wektorami (i oznaczane pismem pogrubionym), a elementy ciała nazywane będą skalarami (i oznaczane pismem pochyłym). Działanie mnożenia wektora z {\displaystyle V} przez skalar z {\displaystyle K} definiuje się jako funkcję {\displaystyle K\times V\to V,} która przekształca parę skalar-wektor Parser nie mógł rozpoznać (SVG (MathML może zostać włączone przez wtyczkę w przeglądarce): Nieprawidłowa odpowiedź („Math extension cannot connect to Restbase.”) z serwera „http://localhost:6011/pl.wikipedia.org/v1/”:): {\displaystyle (c, \mathbf v)}
 w wektor {\displaystyle c\mathbf {v} } zgodnie z poniższymi aksjomatami:
- lewo- i prawostronna rozdzielność względem dodawania wektorów,
{\displaystyle (c+d)\mathbf {v} =c\mathbf {v+} d\mathbf {v} ,}
{\displaystyle c(\mathbf {v+w} )=c\mathbf {v+} c\mathbf {w} ;}
- łączność,
{\displaystyle (cd)\mathbf {v} =c(d\mathbf {v} );}
- zgodność z elementem neutralnym {\displaystyle 1} mnożenia z ciała („zachowanie zwrotu”),
{\displaystyle 1\mathbf {v} =\mathbf {v} .}

## Własności, przykłady, uogólnienia
Z powyższych aksjomatów wynikają m.in. następujące własności:
- zgodność elementów neutralnych ciała {\displaystyle 0} i przestrzeni liniowej {\displaystyle \mathbf {0} } (zob. wektor zerowy),
{\displaystyle 0\mathbf {v} =\mathbf {0} }
- zgodność elementów przeciwnych przestrzeni liniowej i ciała („zmiana zwrotu”),
{\displaystyle (-1)\mathbf {v} =\mathbf {-v} .}

W szczególnym przypadku za {\displaystyle V} można wziąć samo {\displaystyle K} i przyjąć jako mnożenie przez skalar mnożenie z ciała. Jeśli {\displaystyle V} jest przestrzenią współrzędnych {\displaystyle K^{n},} to mnożenie przez skalar jest określone po współrzędnych. Macierze ustalonego typu tworzą przestrzeń liniową z ich dodawaniem i mnożeniem przez skalar, zob. mnożenie macierzy przez skalar. Jeśli {\displaystyle K} oznacza ciało liczb zespolonych, to mnożenie przez skalar jest złożeniem jednokładności o współczynniku równym modułowi i obrotu wektora o kąt równy argumentowi tego skalara (zob. płaszczyzna zespolona).
W ogólności mnożenie przez skalar można postrzegać jako zewnętrzne działanie dwuargumentowe lub działanie ciała na przestrzeni liniowej. Wychodząc z tego punktu widzenia można uogólnić ideę skalowania: jeśli {\displaystyle K} jest pierścieniem przemiennym; wówczas konstrukcję {\displaystyle V} analogiczną do przestrzeni liniowej nazywa się modułem nad {\displaystyle K.} Założenia dotyczące struktury na zbiorze skalarów można dalej osłabiać: {\displaystyle K} może być półpierścieniem (przemiennym), lecz wtedy nie można mówić o elementach przeciwnych; jeśli {\displaystyle K} jest strukturą nieprzemienną, to należy zwracać uwagę na kolejność mnożonych elementów.
Struktury algebraiczne, w których zdefiniowano pewien rodzaj mnożenia przez skalar, to m.in. algebry nad ciałem, algebry nad pierścieniem, pierścienie grupowe, czy algebry grupowe (tj. przestrzenie liniowe i moduły wolne z mnożeniem elementów; być może przemiennym). Wiele z powyższych przypadków obejmuje pojęcie grupy z operatorami